# كارلوس بويتراغو
كارلوس بويتراغو (بالإسبانية: Carlos Buitrago)‏ مواليد 16 ديسمبر 1991 في ماناغوا، هو ملاكم محترف نيكاراغوي. حقق بطولة منظمة الملاكمة العالمية.

## إحصائيات
خاض خلال مسيرته 32 نزالا، فاز في 28 وتعادل في 1 وخسر في 2. فاز بالضربة القاضية في 16 نزالا.

## روابط خارجية
- كارلوس بويتراغو على موقع بوكس ريك (الإنجليزية) (registration required)